# Ломна (Новодворський повіт)
Ломна (пол. Łomna) — село в Польщі, у гміні Чоснув Новодворського повіту Мазовецького воєводства.
Населення — 897 осіб (2011).
У 1975-1998 роках село належало до Варшавського воєводства.

## Демографія
Демографічна структура станом на 31 березня 2011 року:
|          | Загалом | Допрацездатний вік | Працездатний вік | Постпрацездатний вік |
| -------- | ------- | ------------------ | ---------------- | -------------------- |
| Чоловіки | 417     | 90                 | 295              | 32                   |
| Жінки    | 480     | 90                 | 291              | 99                   |
| Разом    | 897     | 180                | 586              | 131                  |